# 이재권
이재권 (李在權, 1987년 7월 30일 ~ )은 대한민국의 프로 축구 선수이다. 현재 창원시청 축구단 소속이다. 포지션은 미드필더이다. 친동생인 이재성 역시 축구 선수로 활약하고 있다.

## 클럽 경력
고려대학교 축구부에서 활약하던 이재권은 2010 K리그 드래프트에서 4순위로 인천에 지명되어 입단하였다. 이후 2010 시즌 개막전부터 꾸준히 주전으로 활약하였으며 2010년 3월 27일 울산 현대와의 홈경기에서 프로 통산 첫 골을 기록하였다.
2012년 2월 1일 이규로 선수와 트레이드 되어 FC 서울로 이적하였으나 크고 작은 부상이 이어지며 2시즌 간 7경기 출전에 그쳤고 2014년 군 복무를 위해 안산 경찰청에 입대하였다. 안산에서의 첫 시즌이었던 2014 시즌 리그 베스트 11에 선정되었다.
2015년 9월 25일, 안산에서의 군 복무를 마치고 원 소속팀인 서울로 복귀하였다.
2016시즌을 앞두고 대구 FC로 이적하였다.
2017시즌 여름 이적시장에서 전현철과 트레이드 되면서 부산 아이파크에 입단했다.
2019시즌을 앞두고 강원 FC에 입단했다.
2021시즌을 앞두고 김포 FC로 이적했다.
2022시즌을 앞두고 창원시청 축구단에 입단했다.

## 수상

### 팀

#### FC 서울
- K리그 우승: 2012

#### 김포 FC
- K3리그 우승: 2021

### 개인
- K리그 챌린지 베스트 11: 2014